# Lotus 49
Lotus 49 je Lotusov dirkalnik Formule 1, ki je bil v uporabi med sezonama 1967 in 1970. Zasnovala sta ga Colin Chapman in Maurice Philippe okoli motorja Cosworth DFV.
Jim Clark je zmagal na debiju dirkalnika na dirki za Veliko nagrado Nizozemske v sezoni 1967, v sezoni 1968 pa je z njim dosegel zadnjo zmago v svoji bogati karieri na dirki za Veliko nagrado Južne Afrike. Graham Hill je osvojil naslov v tej sezoni, dirkalnik pa je bil uporabljen na dirkah vse do sezone 1970.

## Zasnova
Po neuspešni sezoni za Lotus z 3,0L motorji, je Chapman zasnoval dirkalnik, ki se je po eni strani opiral na uspešne predhodnike, po drugi strani pa je bil velik korak naprej. Sledil je predvsem dirkalnikoma Lotus 43 in Lotus 38 Indycar, Lotus 49 pa je bil prvi dirkalnik Formule 1, ki ga je poganjal zdaj že znameniti motor Ford Cosworth DFV po tem, ko je Chapman prepričal Ford, da zgradi svoj prvi motor za dirke Formule 1. 
Lotus 3 je bila napredna zasnova zaradi konfiguracije šasije. Poseben zasnovan motor je postal del konstrukcije, pritrjen na konec školjke, nanj pa vzmetenje in menjalnik. Od takrat so bili praktično vsi dirkalniki Formule 1 zgrajeni na tak način. 
V Lotusu 49 je bil preizkušenih več novih komponent. Lotus je bilo prvo moštvo, ki je uporabilo krilca, prvič so se pojavila sredi sezone 1968. Prvotno so bila krilca pritrjena direktno na vzmetenje in so bila še podkrepljeni s trdnimi ploščami. Nameščena si bila nekaj nad šasijo dirkalnika za bolj učinkovit in čist pretok zraka, toda po več odlomljenih krilcih, ki so povzročila kar nekaj zelo hudih nesreč, so bila visoka krilca prepovedana, zato je Lotus pritrdil krilca kar neposredno na šasijo dirkalnika.

## Dirkaška zgodovina
Na testiranjih je Graham Hill označil dirkalnik Lotus 49 za zelo vodljivega in odzivnega, toda moč Fordovega motorja je bila na začetku težko obvladljiva. Hill je imel pomisleke o motorju V8, ki je imel občasno močne izbruhe moči. Kljub temu pa je Jim Clark zmagal na debiju dirkalnika na dirki za Veliko nagrado Nizozemske na dirkališču Zandvoort v sezoni 1967, med sezono pa še trikrat. Toda začetna nezanesljivost motorja ga je stala naslova prvaka. Graham Hill je medtem na začetku zabeležil pet zaporednih odstopov, toda dvakrat je v tem času dosegel najboljši štartni položaj. Nato je do konca sezone dosegel še dva odstopa in dve uvrstitvi v točke, tudi eno drugo mesto. Clark pa je odstopil le trikrat, dosegel pa je kar šest najboljših štartnih položajev in tri najhitrejše kroge ter tretje mesto v dirkaškem prvenstvu. Tako da je dirkalnik Lotus 49 z zanesljivejšim motorjem Cosworth DFV veliko obetal za naslednjo sezono 1968.
Clark je dobil prvo dirko sezone za Veliko nagrado Južne Afrike, toda nato se je smrtno ponesrečil na dirki Formule 2 na Hockenheimringu. Graham Hill je tako postal prvi dirkač moštva in osvojil svoj drugi naslov prvaka s tremi zmagami in še tremi drugimi mesti. Jo Siffert je tudi dirkal z dirkalnikom Lotus 49 za privatno moštvo Rob Walker Racing Team in zmagal na dirki za Veliko nagrado Velike Britanije, kar je zadnja zmaga privatnika na prvenstveni dirki Formule 1. V sezoni 1969 je Jochen Rindt z Lotusom 49 dosegel svojo prvo zmago na dirki za Veliko nagrado ZDA, dosegel pa je tudi zadnjo zmago za ta dirkalnik v naslednji sezoni 1970 na dirki za Veliko nagrado Monaka. 
Prvotno naj bi Lotus 49 že sredi sezone 1969 zamenjal nov model Lotus 63, ki pa se je izkazal za slabega, zato so še naprej uporabljali Lotusa 49, ki je dosegel dvanajst zmag in dva dirkaška naslova prvaka, dokler ga ni sredi sezone 1970 zamenjal nov model Lotus 72.

## Dirkaške barve
Od svojega debija v sezoni 1967 je bil Lotus 49 obarvan v Lotusovo tradicionalno britansko zeleno barvo z rumeno črto po sredini. Toda moštvo pridobivalo vse več sponzorjev in od dirke za Veliko nagrado Monaka 1968 je bil Lotus 49 obarvan v rdečo, kremno in zlazo, barve cigaret Gold Leaf, s katerimi je Chapman podpisal visoko sponzorsko pogodbo. To je bil eden prvih primerov večjega sponzorstva v Formuli 1.